# Marquivillers
Marquivillers est une commune française située dans le département de la Somme, en région Hauts-de-France.

## Géographie

### Localisation
Marquivillers est un village picard de l'Amiénois et de la région naturelle du Santerre.
À vol d'oiseau, la localité est située à 7 km au sud-ouest de Roye, 9 km au nord-est de Montdidier, 30 km au nord-ouest de Compiègne, 38 km au sud-est d'Amiens et à 47 km au sud-ouest de Saint-Quentin.
Le territoire de la commune est limitrophe de ceux de sept communes.
Les communes limitrophes sont Andechy, Armancourt, L'Échelle-Saint-Aurin, Grivillers, Guerbigny, Laboissière-en-Santerre et Lignières.

### Hydrographie

#### Réseau hydrographique
La commune est située dans le bassin Artois-Picardie. Elle est drainée par l'Avre et la rivière l'Avre,.
L'Avre, d'une longueur de 66 km, prend sa source dans la commune de Amy, à 81 m d'altitude, et se jette  dans la Somme à Longueau, à 24 m d'altitude, après avoir traversé 31 communes.

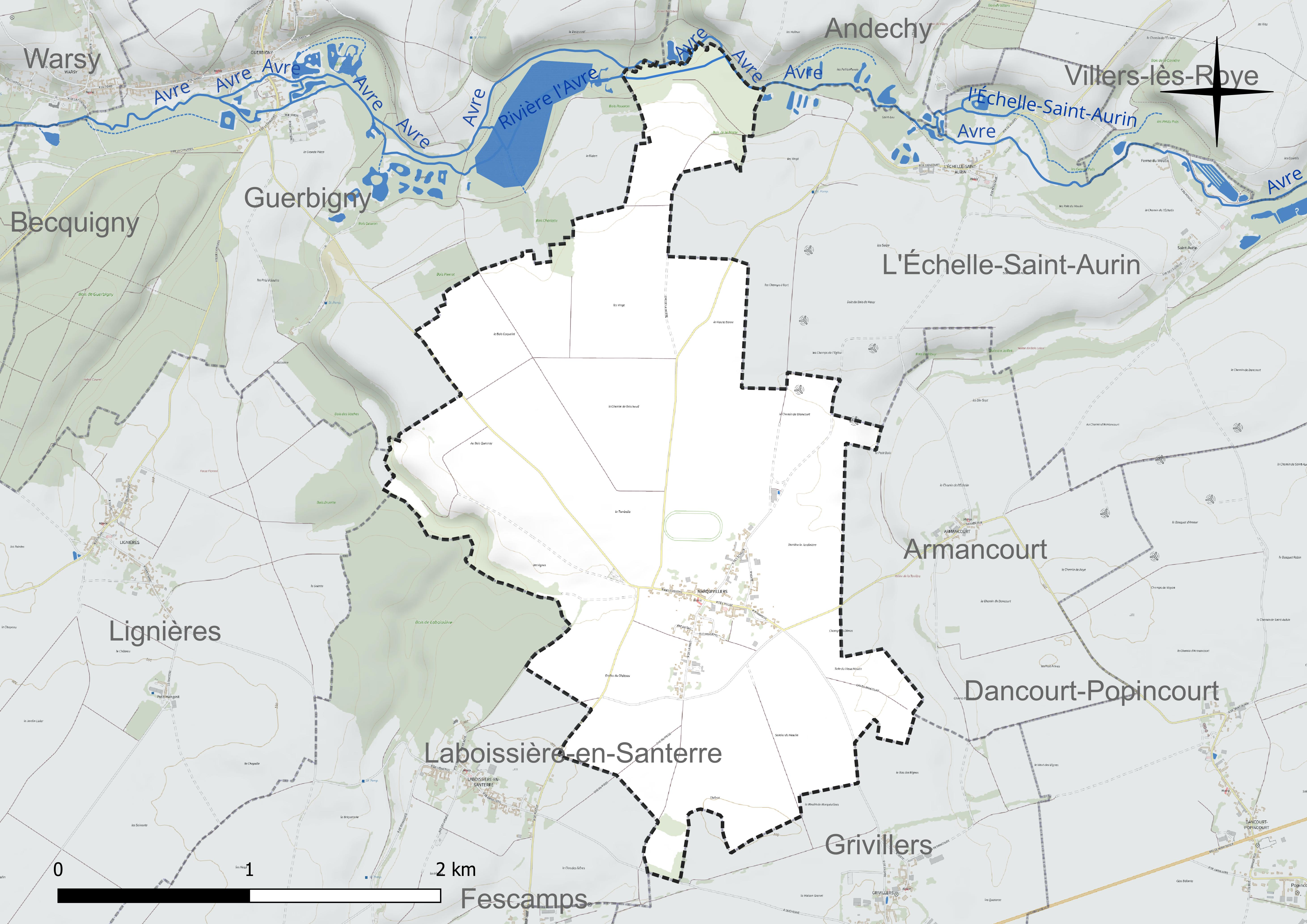
Réseau hydrographique de Marquivillers.

#### Gestion et qualité des eaux
Le territoire communal est couvert par le schéma d'aménagement et de gestion des eaux (SAGE) « Somme aval et Cours d'eau côtiers ». Ce document de planification concerne un territoire de 1 835 km2 de superficie, délimité par le bassin versant de la Somme canalisée. Le périmètre a été arrêté le 29 avril 2010 et le SAGE proprement dit a été approuvé le 6 août 2019. La structure porteuse de l'élaboration et de la mise en œuvre est le syndicat mixte d'aménagement hydraulique du bassin versant de la Somme (AMEVA).
La qualité des cours d'eau peut être consultée sur un site dédié géré par les agences de l'eau et l'Agence française pour la biodiversité.

### Climat
Pour des articles plus généraux, voir Climat des Hauts-de-France et Climat de la Somme.
En 2010, le climat de la commune est de type climat océanique dégradé des plaines du Centre et du Nord, selon une étude du CNRS s'appuyant sur une série de données couvrant la période 1971-2000. En 2020, Météo-France publie une typologie des climats de la France métropolitaine dans laquelle la commune est exposée à un climat océanique et est dans la région climatique Nord-est du bassin Parisien, caractérisée par un ensoleillement médiocre, une pluviométrie moyenne régulièrement répartie au cours de l'année et un hiver froid (3 °C).
Pour la période 1971-2000, la température annuelle moyenne est de 10,4 °C, avec une amplitude thermique annuelle de 14,4 °C. Le cumul annuel moyen de précipitations est de 696 mm, avec 11,3 jours de précipitations en janvier et 8,3 jours en juillet. Pour la période 1991-2020, la température moyenne annuelle observée sur la station météorologique la plus proche, située sur la commune de Rouvroy-en-Santerre à 11 km à vol d'oiseau, est de 10,8 °C et le cumul annuel moyen de précipitations est de 635,8 mm,. Pour l'avenir, les paramètres climatiques de la commune estimés pour 2050 selon différents scénarios d'émission de gaz à effet de serre sont consultables sur un site dédié publié par Météo-France en novembre 2022.

## Urbanisme

### Typologie
Au 1er janvier 2024, Marquivillers est catégorisée commune rurale à habitat dispersé, selon la nouvelle grille communale de densité à sept niveaux définie par l'Insee en 2022.
Elle est située hors unité urbaine. Par ailleurs la commune fait partie de l'aire d'attraction de Montdidier, dont elle est une commune de la couronne,. Cette aire, qui regroupe 23 communes, est catégorisée dans les aires de moins de 50 000 habitants,.

### Occupation des sols
L'occupation des sols de la commune, telle qu'elle ressort de la base de données européenne d'occupation biophysique des sols Corine Land Cover (CLC), est marquée par l'importance des territoires agricoles (85,7 % en 2018), en diminution par rapport à 1990 (87,6 %). La répartition détaillée en 2018 est la suivante : 
terres arables (85,7 %), zones urbanisées (9,1 %), forêts (5,2 %). L'évolution de l'occupation des sols de la commune et de ses infrastructures peut être observée sur les différentes représentations cartographiques du territoire : la carte de Cassini (XVIIIe siècle), la carte d'état-major (1820-1866) et les cartes ou photos aériennes de l'IGN pour la période actuelle (1950 à aujourd'hui).

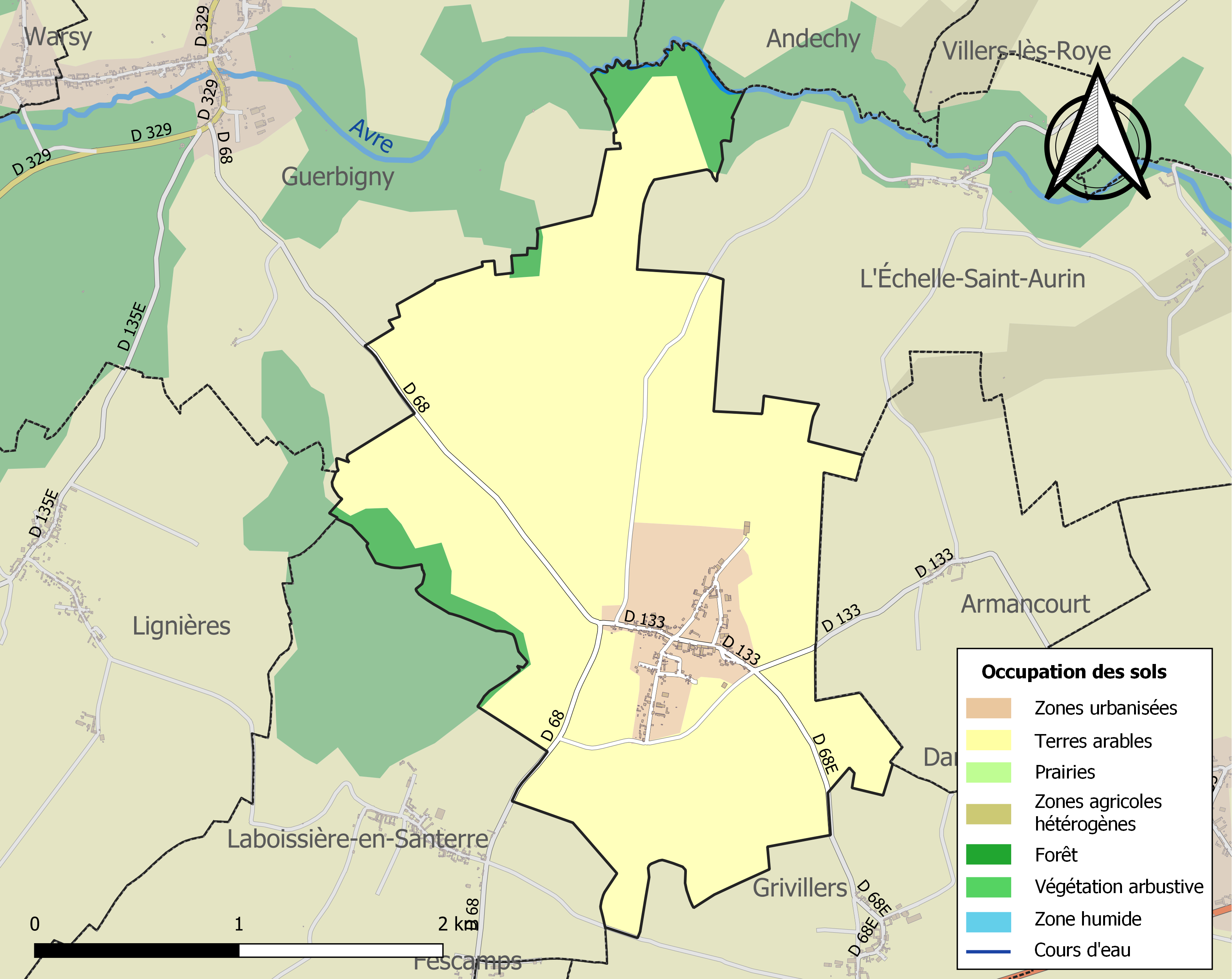
Carte des infrastructures et de l'occupation des sols de la commune en 2018 (CLC).

## Toponymie
Le nom de la localité est attesté sous les formes Marcaisviler en 1224-1238 ; Marchaviller en 1232 ; Marchavillaris en 1233 ; Markaisviler en 1271 ; Markaiviler en 1271 ; Markaisviler-le-Petit en 1294 ; Markaisvilez en 1301 ; Markaiviller en 1301 ; Marcaisviller en 1340 ; Marcasviller en 1340 ; Marcquiviller en 1563 ; Marquesvillier en 1567 ; Marquevillier en 1648 ; Marqueviller en 1657 ; Marquevillers en 1696 ; Marcq en 1710 ; Marquinviller en 1720 ; Marquiville en 1733 ; Marquivillers en 1757 ; Marquiviller en 1764 ; Marquivillier en 1784 ; Marquesviller en 1808.

## Histoire
Pendant la Révolution, en 1791, trois habitants se sont portés volontaires pour la défense du pays.

## Politique et administration
| Période                                  | Période                   | Identité           | Étiquette | Qualité                        |
| ---------------------------------------- | ------------------------- | ------------------ | --------- | ------------------------------ |
| Les données manquantes sont à compléter. |                           |                    |           |                                |
| mars 2001                                | 2008                      | Sonia Maingueux    |           |                                |
| mars 2008                                | En cours (au 29 mai 2020) | Jérôme Le Révérend |           | Réélu pour le mandat 2020-2026 |

## Population et société

### Démographie
L'évolution du nombre d'habitants est connue à travers les recensements de la population effectués dans la commune depuis 1793. Pour les communes de moins de 10 000 habitants, une enquête de recensement portant sur toute la population est réalisée tous les cinq ans, les populations de référence des années intermédiaires étant quant à elles estimées par interpolation ou extrapolation. Pour la commune, le premier recensement exhaustif entrant dans le cadre du nouveau dispositif a été réalisé en 2006.

En 2022, la commune comptait 187 habitants, en évolution de +1,08 % par rapport à 2016 (Somme : −1,26 %, France hors Mayotte : +2,11 %).
| 1793 | 1800 | 1806 | 1821 | 1831 | 1836 | 1841 | 1846 | 1851 |
| ---- | ---- | ---- | ---- | ---- | ---- | ---- | ---- | ---- |
| 270  | 259  | 299  | 295  | 311  | 327  | 332  | 343  | 307  |

| 1856 | 1861 | 1866 | 1872 | 1876 | 1881 | 1886 | 1891 | 1896 |
| ---- | ---- | ---- | ---- | ---- | ---- | ---- | ---- | ---- |
| 286  | 288  | 278  | 266  | 279  | 255  | 256  | 270  | 284  |

| 1901 | 1906 | 1911 | 1921 | 1926 | 1931 | 1936 | 1946 | 1954 |
| ---- | ---- | ---- | ---- | ---- | ---- | ---- | ---- | ---- |
| 270  | 257  | 246  | 227  | 237  | 205  | 210  | 205  | 203  |

| 1962 | 1968 | 1975 | 1982 | 1990 | 1999 | 2006 | 2011 | 2016 |
| ---- | ---- | ---- | ---- | ---- | ---- | ---- | ---- | ---- |
| 211  | 178  | 157  | 171  | 155  | 161  | 156  | 154  | 185  |

| 2021 | 2022 | - | - | - | - | - | - | - |
| ---- | ---- | - | - | - | - | - | - | - |
| 190  | 187  | - | - | - | - | - | - | - |

### Enseignement
Les communes de Beuvraignes,Tilloloy, Bus-la-Mésière, Laucourt, Dancourt-Popincourt, Marquivillers et Armancourt gèrent l'enseignement primaire en  regroupement pédagogique intercommunal (RPI), au moyen d'un syndicat scolaire (SISCO). Six classes sont implantées à Beuvraignes et trois à Tilloloy, pour l'année scolaire 2017-2018.

## Culture locale et patrimoine

### Lieux et monuments
- Église Saint-Aubin.
- Monument aux morts[29],[30].
- Calvaire, dressé à la sortie ouest du village, à l'angle de la D 133 (rue des Buissons) et de la route en direction du nord, menant à L'Échelle-Saint-Aurin.
- Monument aux morts

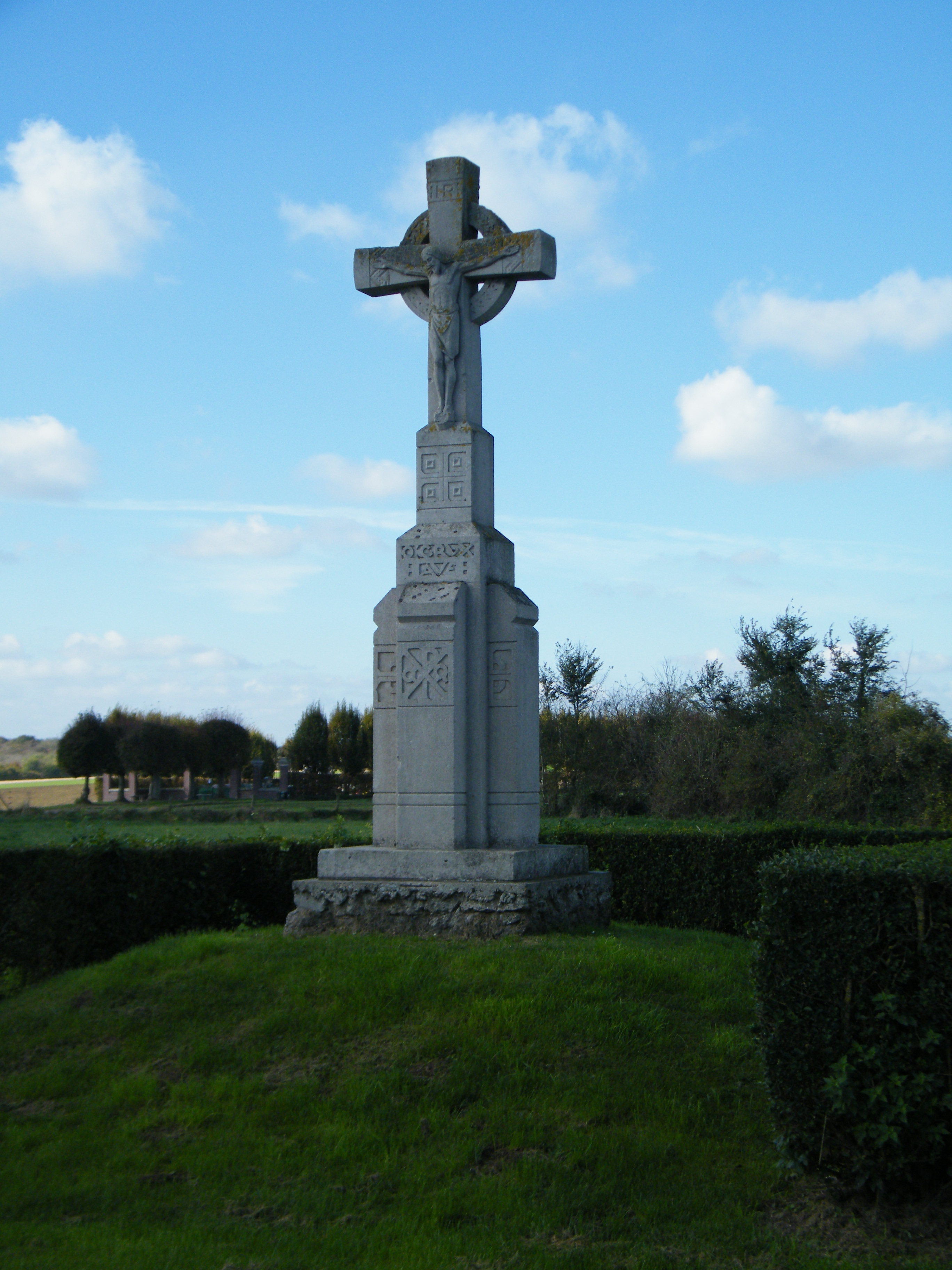
Calvaire.
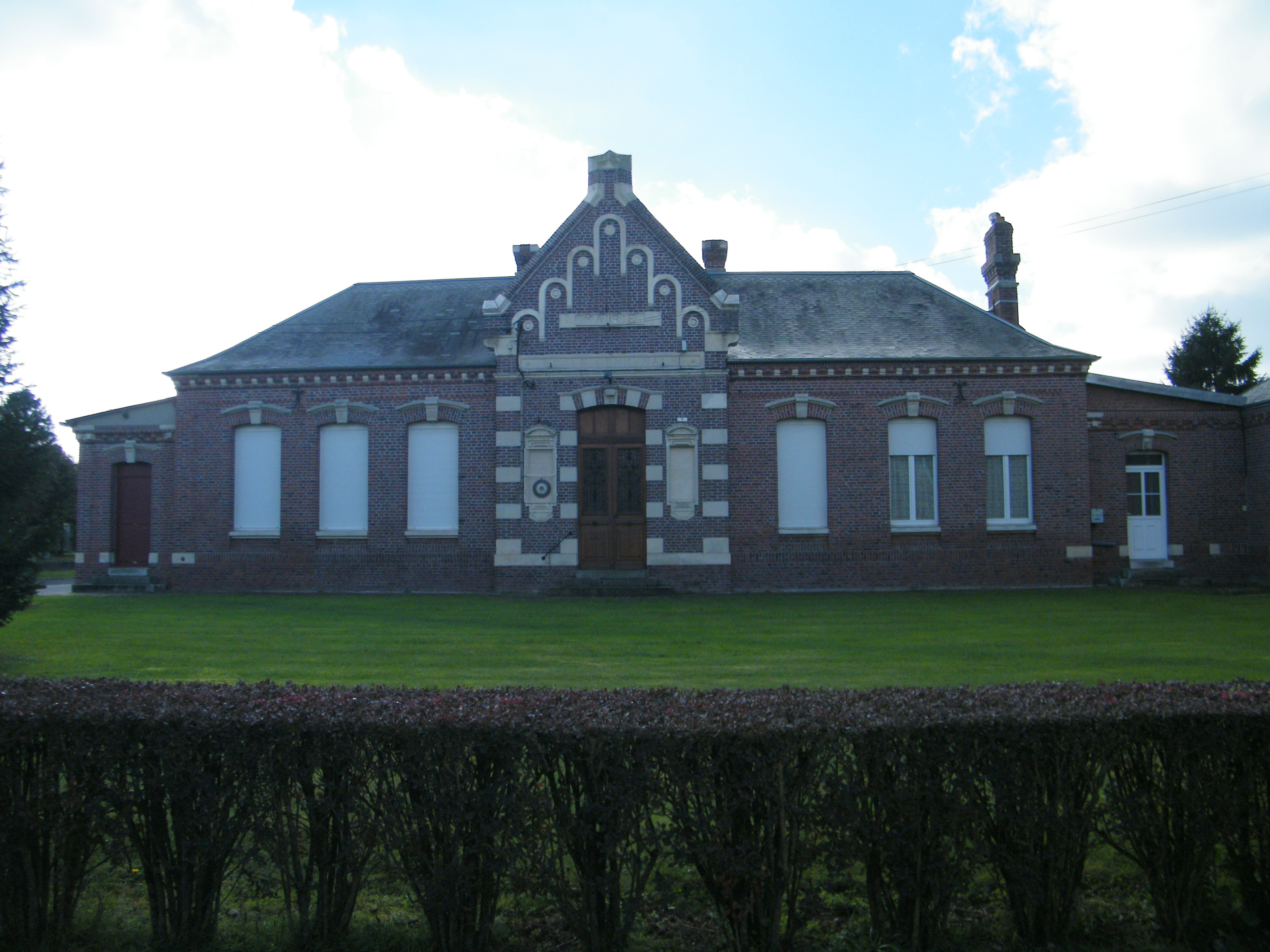
Mairie.
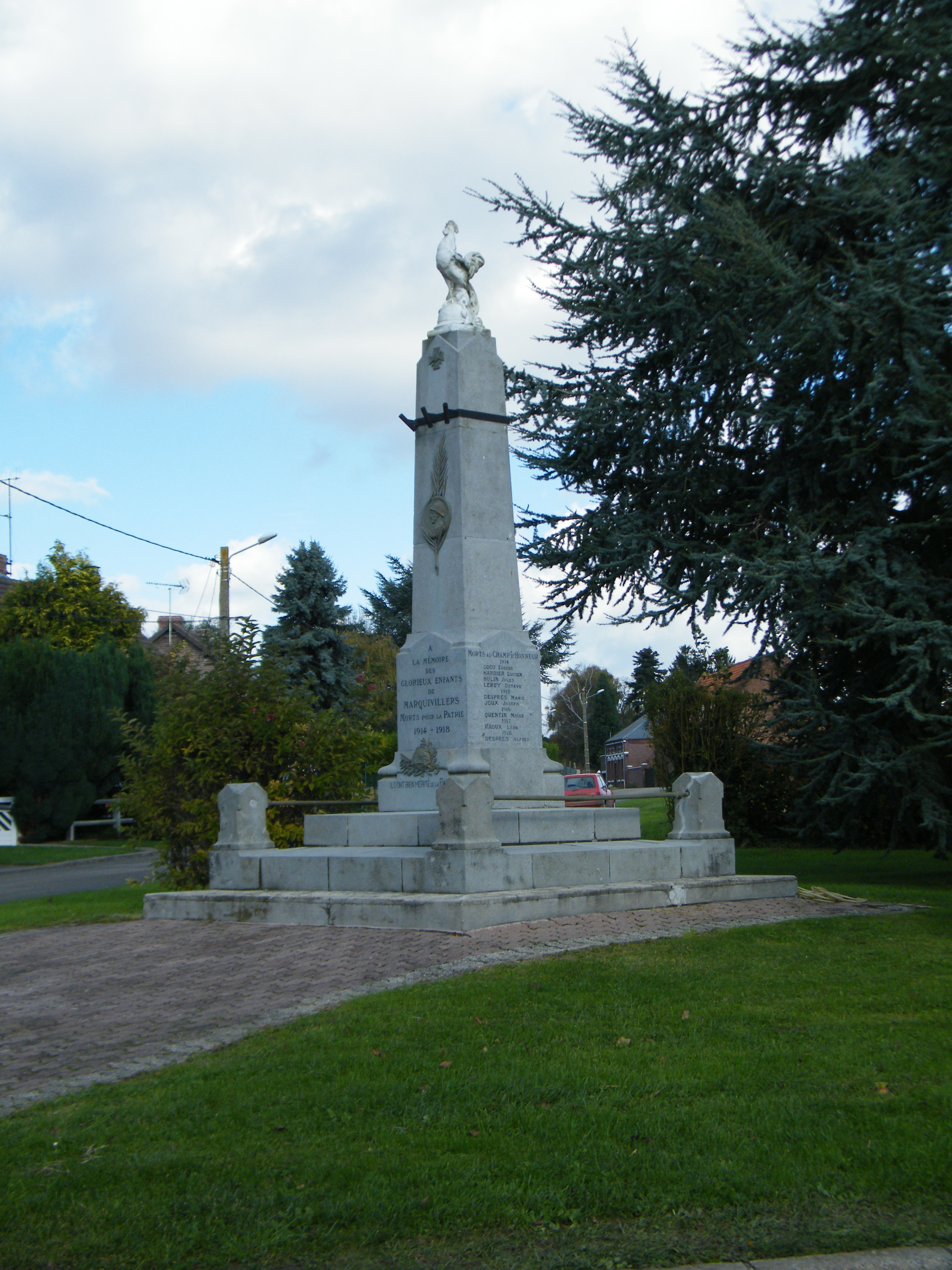
Monument au morts.
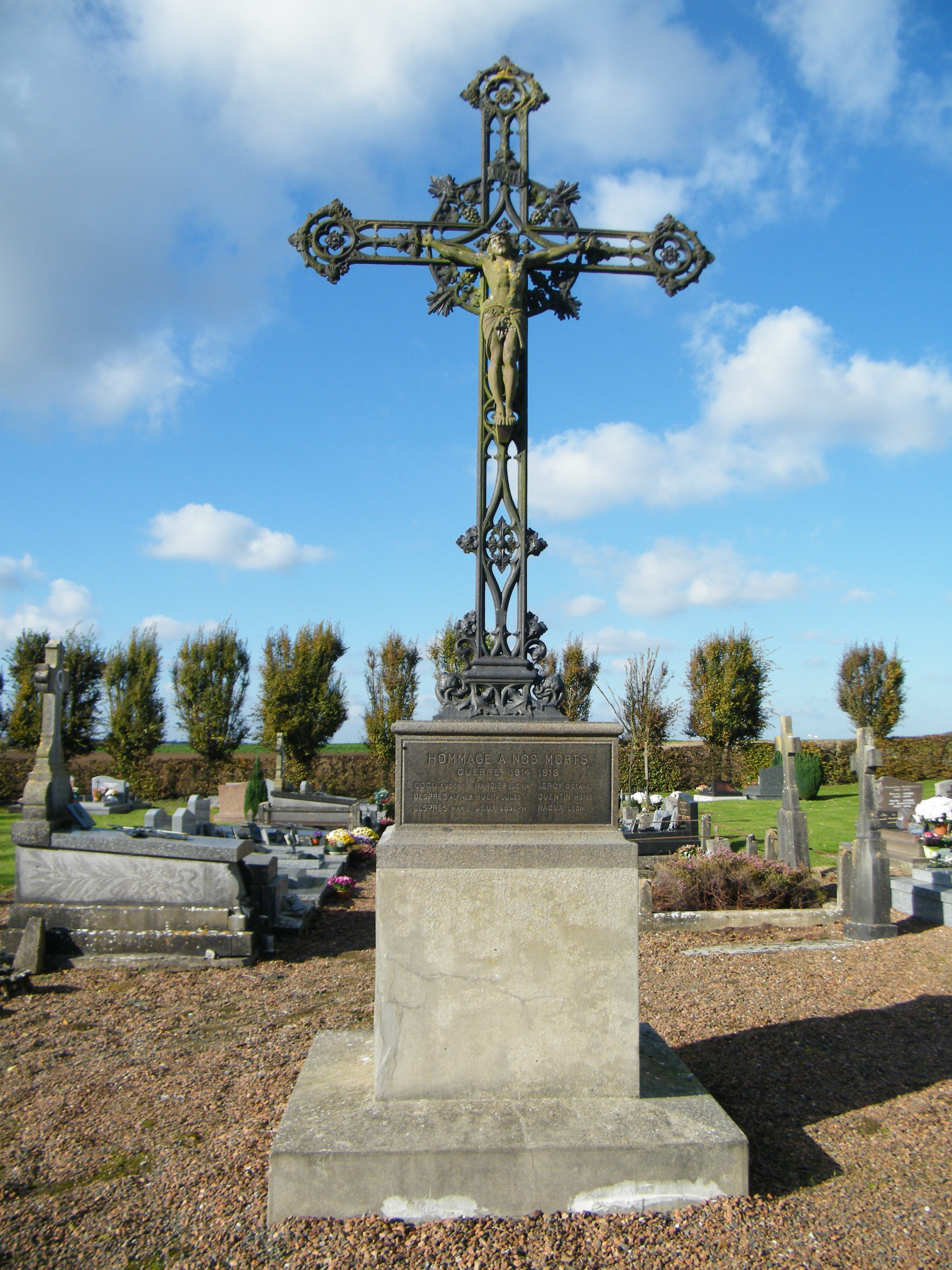
Hommage 1914-1918.
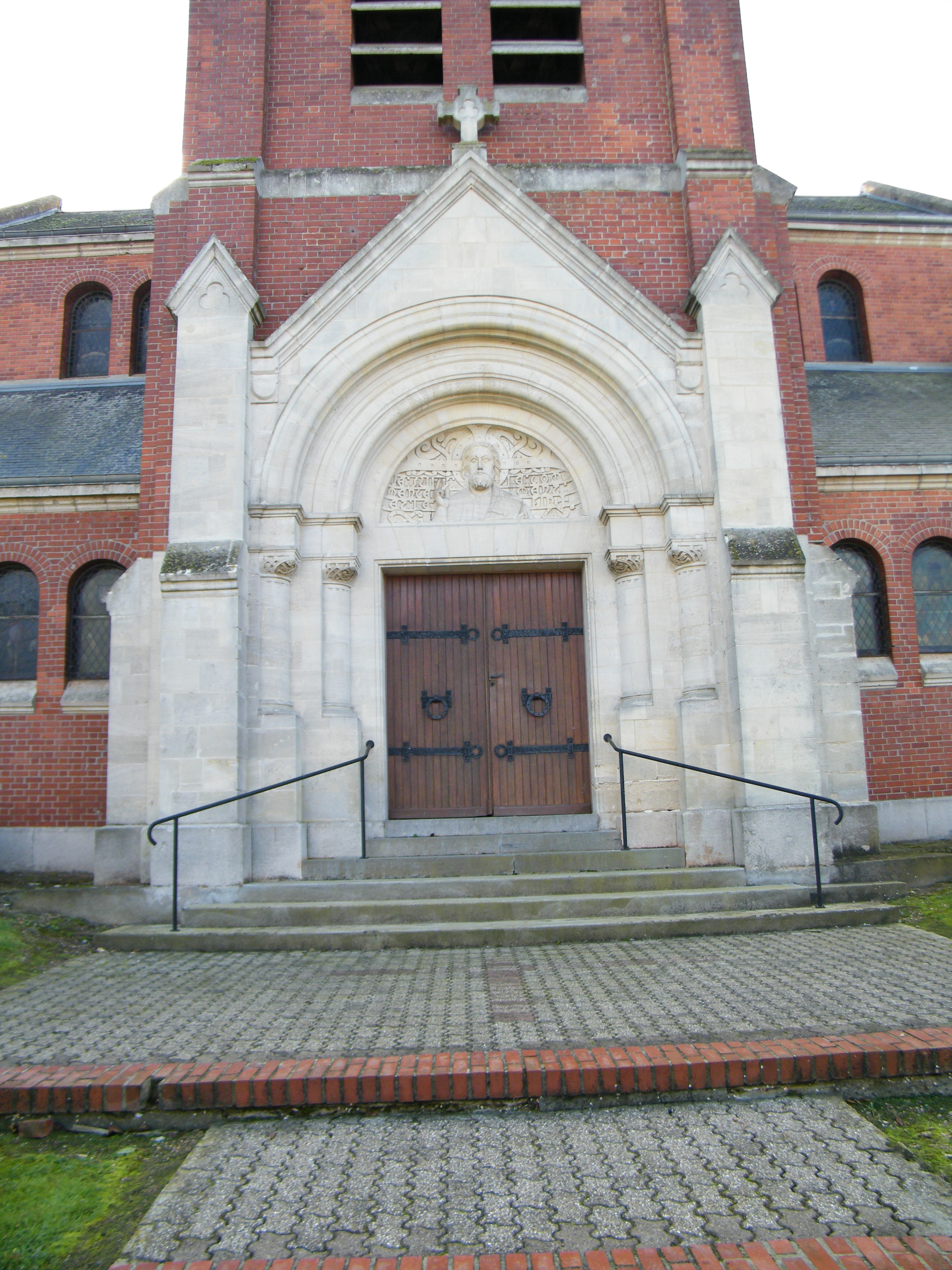
Détail de Saint-Aubin.
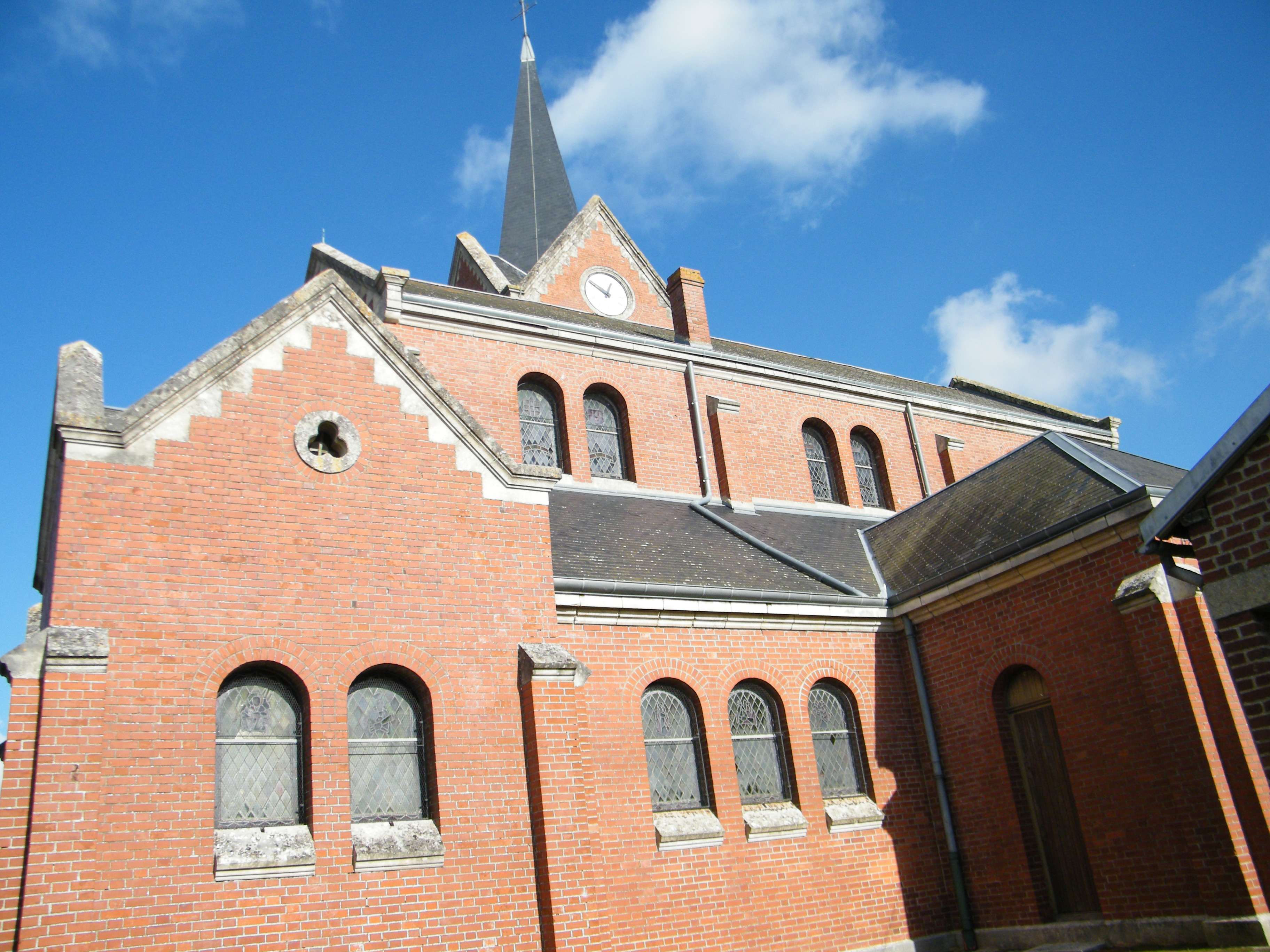
Autre vue de l'église.